# Biafra
Republika Biafra (pan-nigerijska abeceda: Bịafra) bila je otcjepljena država na jugoistoku Nigerije, koja je postojala krajem 1960-ih. Nazvana je po Biafrijskom zaljevu, a većinski je bila naseljena narodom Igbo.
Ovo otcjepljenje dogodilo se zbog gospodarskih, etničkih, kulturnih i vjerskih napetosti između raznih naroda Nigerije. Biafru su priznali Gabon, Haiti, Obala Bjelokosti, Tanzanija i Zambija. Iako ostale država nisu priznale Biafru, mnoge su joj pružale pomoć i potporu, posebno Izrael, Francuska, Portugal, Rodezija, JAR i Vatikan.

## Povijest
Godine 1960., Nigerija postaje nezavisna od Ujedinjenog Kraljevstva. Kao i u drugim novim afričkim državama, granice nisu bile usklađene s prijašnjim teritorijima. U sjevernom pustinjskom dijelu zemlje nalazile su se poluautonomne feudalne muslimanske države, dok su jug zemlje većinom nastanjivali kršćani i animisti. Nigerijske zalihe nafte, koja je primarni izvor prihoda zemlje, nalaze se na jugu države.
Nakon nezavisnosti, Nigerija se našla podijeljena na razne etničke skupine: Hausa i Fulani na sjeveru, Yoruba na jugozapadu i Igbo na jugoistoku. Kao odgovor na pobune od godinu dana ranije, u kojima je poginulo oko 30.000 Igboa, a oko milijun postalo prognanici, u siječnju 1966., skupina istočnih Igboa provodi vojnu pobunu čiji je cilj izdvajanje iz Nigerije. U to vrijeme na vlast dolazi Yakubu Gowon. U tadašnjim sukobima poginulo je nekoliko tisuća Igboa.
U siječnju 1967., vojni vođe i dužnosnici svake regije dogovaraju u Aburi labavu konfederaciju između regija. Nakon nekog vremena, istočnjaci odbacuju plan pomirbe i 26. svibnja odlučuju se odcijepiti od Nigerije. Dana 30. svibnja vojni dužnosnik Istočne regije Chukwuemeka Odumegwu Ojukwu proglašava Republiku Biafru, čitajući imena istočnjaka koji su poginuli u nasilju poslije državnog udara. Zbog zaliha nafte u tom području izbijaju sukobi.

### Rat
Nakon toga, Savezna vojna vlada (FMG) započinje akcije kako bi ponovno pripojila Istočnu regiju. Iako u početku nisu imali uspjeha, kasnije je FMG počeo osvajati teritorije, te su do 1968. smanjili teritorij Biafre na jednu desetinu izvornog teritorija.
U rujnu 1968., savezna vlada započinje sa zadnjom ofenzivom. Iako u početku ta akcija nije imala uspjeha, kasnije FMG probija biafrijsku obranu. Dana 30. lipnja 1969., nigerijska je vlada zabranila pomoć Crvenog križa Biafri. Nakon dva tjedna dopuštena je liječnička pomoć, uz ograničenje pomoći u hrani. U lipnju 1969., Ojukwu je pozvao UN da dogovori prekid vatre. Savezna vlada je tad pozvala Biafru na predaju. Nakon akcija u prosincu, Ojukwu bježi u Obalu Bjelokosti ostavljajući načelnika stožera Philipa Effionga na čelu vlade. Effiong je u siječnju pozvao na prekid vatre, te se predao FMG-u. U tom razdoblju je oko milijun ljudi umrlo od posljedica rata i gladi.
Sredinom veljače 2021., 34. artiljerijska brigada nigerijske vojske pokrenula je operaciju pronalaska ESN-ovih logora oko Orlua i Orsua. Nigerijska vojska također je pojačala Orlu, rasporedivši vojne helikoptere u grad. Neprijateljstva su obnovljena 18. veljače, kada su nigerijska vojska i ESN vodili oružanu bitku u šumi izvan Orlua, dok su nigerijske zračne snage provodile zračne napade na tom području. Dan nakon borbi sukob se proširio na Ihialu, država Anambra. Nigerijske snage zauzele su bazu ESN u selu Udah izvan Orsua 21. veljače. Divizija nigerijske vojske također je uhitila 20 osumnjičenih članova IPOB-a i oduzela im oružje. Istog dana kad su obnovljena neprijateljstva, IPOB je rekao da je vojno raspoređivanje predstavljalo "objavu rata protiv Igboa" i optužio nigerijsku vladu da planira "konačno rješenje pitanja Biafrana".[nedostaje izvor] Krajem 2024. vlada Biafre u egzilu proglasila je nezavisnost.

## Zemljopis
Teritorij Biafre obuhvaćao je oko 76.000 km² teritorija današnje jugoistočne Nigerije, a graničila je s Nigerijom na sjeveru i Kamerunom na istoku. Na jugu je Biafra izlazila na Gvinejski zaljev. Rijeke Cross i Niger su preko Biafre ulazile u Atlantski ocean. U tom području Nigerije nađene su velike zalihe nafte.

### Klima
U Biafri vlada tropska klima s izraženim suhim i kišnim sezonama. Kišna sezona traje od travnja do listopada, a karakteriziraju je obilne padaline i visoka vlažnost. U razdoblju između lipnja i srpnja padne oko 360 mm kiše. Dnevne temperature variraju između 22 i 30 °C. Sušna sezona traje od studenog do travnja. Padaline u veljači iznose samo 16 mm. U tom razdoblju temperature variraju od 20 °C noću, te do 36 °C danju.

## Jezik
Najgovoreniji jezik u Biafri bio je igbo. Ovaj jezik sastoji se od dva različita dijalekta. Također uz igbo, u Biafri su se govorili i razni drugi jezici, kao ibibio i ijaw.

## Vanjske poveznice
- (engl.) Neslužbena stranica Biafre
- (fr.) Podaci o Biafri